# Microregione di Gurupi (Tocantins)
Gurupi è una microregione dello Stato del Tocantins in Brasile appartenente alla mesoregione Ocidental do Tocantins.

## Comuni
Comprende 14 comuni:
- Aliança do Tocantins
- Alvorada
- Brejinho de Nazaré
- Cariri do Tocantins
- Crixás do Tocantins
- Figueirópolis
- Gurupi
- Jaú do Tocantins
- Palmeirópolis
- Peixe
- Santa Rita do Tocantins
- São Salvador do Tocantins
- Sucupira
- Talismã